# ネオヴァンドーム
ネオヴァンドーム（欧字名:Neo Vendome、2007年2月19日 - ）は、日本の競走馬、種牡馬。主な勝ち鞍に2010年のきさらぎ賞。
馬名の由来は、冠名＋「ナポレオンの勝利塔」。

## 戦績

### 2009年
10月18日京都競馬場の新馬戦芝1800mで2着、2戦目は11月1日で2着、3戦目は12月12日でまたしても2着だった。

### 2010年

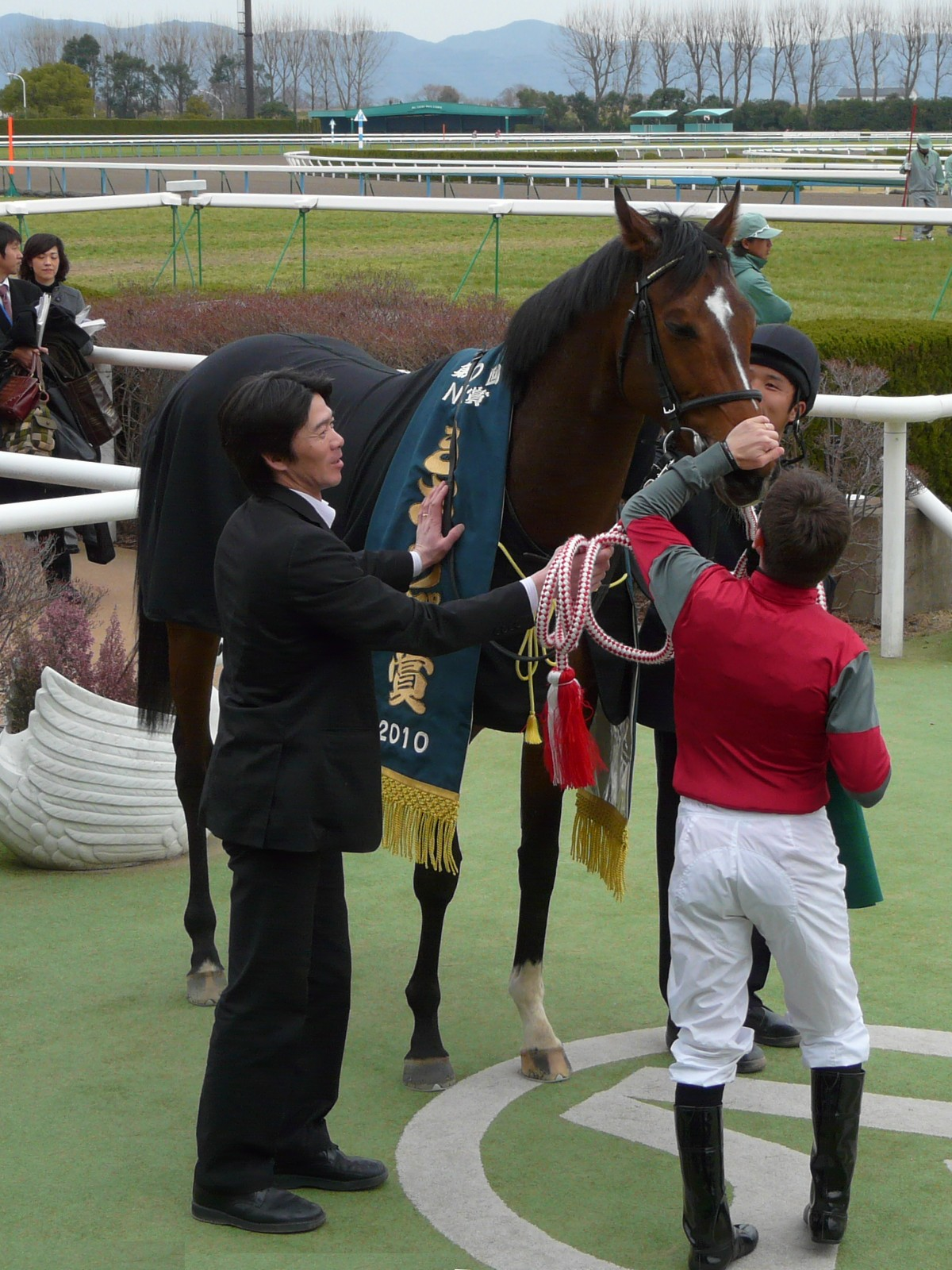

4戦目は1月5日で1番人気に応えて初勝利を飾った。そして5戦目のきさらぎ賞。5番人気とそれほど人気にならなかったがミルコ・デムーロを鞍上に人気のレーヴドリアンの追い込みを封じ重賞初勝利となった。その後、トライアルを使わず、4月18日の皐月賞に出走。好位からレースを進めるも3コーナー付近から徐々に後退してしまいブービーの17着と大敗した。
秋初戦の神戸新聞杯では2番手追走から3コーナー付近で先頭に並びかけるも直線で一杯になり8着に敗れた。10月24日の菊花賞では後方追走のまま13着に敗れた。

### 2011年
初戦の京都金杯では好位追走も直線で伸びず5着、東京新聞杯ではいいところなく10着に敗れた。都大路ステークスでは中団のインで待機すると直線で馬群を割って鋭く伸びミッキードリームに1馬身1/4差をつけ勝利した。金鯱賞では中団に控えたが10着。札幌記念では中団追走も直線で伸びず6着。カシオペアステークスでは後方で末脚に賭けたが直線で伸びを欠き7着に敗れた。

### 2012年
初戦の中山金杯では中団に控えたが直線で伸びず6着。続く中山記念では後方から追い込んでくるものの4着。東風ステークスでは道中好位で追走するが直線で逃げるツクバホクトオーをとらえられず2着に敗れた。都大路ステークスでは好位追走から直線半ばで先頭に立ち、後方から鋭く脚を伸ばしてきたスピリタスの追撃を振り切って優勝した。続く函館記念では中団追走も直線で伸びず9着。札幌記念では後方から追い込むも5着。カシオペアステークスは6着、朝日チャレンジカップでは7着に敗れた。

### 2013年
京都金杯から始動し11着。3月のダービー卿チャレンジトロフィー14着を最後に、4月4日付けで競走馬登録を抹消、引退した。引退後は2014年からレックススタッドで種牡馬となったが、2018年9月19日をもって供用停止となり、2019年以降は千葉県成田市で引退名馬繋養展示事業の助成対象馬として繋養されていたが、2020年2月1日に助成対象馬ではなくなった。

## 競走成績
| 年月日     | 競馬場 | 競走名       | 格   | 頭数 | オッズ （人気） | オッズ （人気） | 着順 | 騎手       | 斤量 | 距離（馬場）  | タイム （上り3F） | タイム 差 | 勝ち馬/（2着馬）       |
| ---------- | ------ | ------------ | ---- | ---- | --------------- | --------------- | ---- | ---------- | ---- | ------------- | ----------------- | --------- | ---------------------- |
| 2009.10.18 | 京都   | 2歳新馬      |      | 12   | 06.1            | 0（3人）        | 02着 | 福永祐一   | 55   | 芝1600m（良） | 1:35.4 (34.1)     | -0.2      | ダノンスパシーバ       |
| 0000.11.01 | 京都   | 2歳未勝利    |      | 15   | 01.7            | 0（1人）        | 02着 | 藤岡佑介   | 55   | 芝1800m（良） | 1:49.9 (35.0)     | -0.1      | アイウォントユー       |
| 0000.12.12 | 阪神   | 2歳未勝利    |      | 18   | 02.7            | 0（1人）        | 02着 | M.デムーロ | 55   | 芝1800m（稍） | 1:49.0 (34.8)     | -0.0      | ミッキードリーム       |
| 2010.01.05 | 京都   | 3歳未勝利    |      | 16   | 02.4            | 0（1人）        | 01着 | 池添謙一   | 56   | 芝1800m（良） | 1:50.2 (35.2)     | -0.2      | （カネトシパサージュ） |
| 0000.02.14 | 京都   | きさらぎ賞   | GIII | 11   | 13.8            | 0（5人）        | 01着 | M.デムーロ | 56   | 芝1800m（良） | 1:48.6 (34.6)     | -0.0      | （レーヴドリアン）     |
| 0000.04.18 | 中山   | 皐月賞       | GI   | 18   | 29.3            | 0（8人）        | 17着 | 安藤勝己   | 57   | 芝2000m（稍） | 2:02.7 (36.9)     | -1.9      | ヴィクトワールピサ     |
| 0000.09.26 | 阪神   | 神戸新聞杯   | GII  | 12   | 31.0            | 0（7人）        | 08着 | 藤岡佑介   | 56   | 芝2400m（良） | 2:27.0 (34.9)     | -1.1      | ローズキングダム       |
| 0000.10.24 | 京都   | 菊花賞       | GI   | 18   | 87.1            | （14人）        | 13着 | 武幸四郎   | 57   | 芝3000m（良） | 3:07.1 (34.2)     | -1.0      | ビッグウィーク         |
| 2011.01.15 | 京都   | 京都金杯     | GIII | 16   | 15.2            | 0（8人）        | 05着 | 福永祐一   | 55   | 芝1600m（良） | 1:34.1 (34.4)     | -0.7      | シルポート             |
| 0000.02.06 | 東京   | 東京新聞杯   | GIII | 16   | 39.8            | 0（8人）        | 10着 | 松岡正海   | 56   | 芝1600m（良） | 1:33.1 (34.0)     | -0.6      | スマイルジャック       |
| 0000.05.08 | 京都   | 都大路S      | OP   | 15   | 11.6            | 0（5人）        | 01着 | 浜中俊     | 56   | 芝1800m（良） | 1:44.8 (33.8)     | -0.2      | （ミッキードリーム）   |
| 0000.05.28 | 京都   | 金鯱賞       | GII  | 16   | 18.1            | 0（6人）        | 10着 | 浜中俊     | 57   | 芝2000m（不） | 2:04.4 (37.6)     | -2.0      | ルーラーシップ         |
| 0000.08.21 | 札幌   | 札幌記念     | GII  | 13   | 22.5            | 0（9人）        | 06着 | 浜中俊     | 57   | 芝2000m（良） | 2:00.9 (34.5)     | -0.5      | トーセンジョーダン     |
| 0000.10.30 | 京都   | カシオペアS  | OP   | 18   | 04.2            | 0（2人）        | 07着 | 浜中俊     | 55   | 芝1800m（良） | 1:46.8 (34.4)     | -0.6      | ダイワファルコン       |
| 2012.01.05 | 中山   | 中山金杯     | GIII | 16   | 78.3            | （14人）        | 06着 | 中舘英二   | 56   | 芝2000m（良） | 2:00.0 (34.6)     | -0.6      | フェデラリスト         |
| 0000.02.26 | 中山   | 中山記念     | GII  | 11   | 99.0            | 0（9人）        | 04着 | 内田博幸   | 56   | 芝1800m（重） | 1:48.3 (35.0)     | -1.0      | フェデラリスト         |
| 0000.03.11 | 中山   | 東風S        | OP   | 12   | 03.4            | 0（1人）        | 02着 | 戸崎圭太   | 55   | 芝1600m（重） | 1:37.4 (36.0)     | -0.6      | ツクバホクトオー       |
| 0000.05.12 | 京都   | 都大路S      | OP   | 16   | 03.6            | 0（1人）        | 01着 | 浜中俊     | 55   | 芝1800m（良） | 1:44.9 (34.6)     | -0.0      | （スピリタス）         |
| 0000.07.15 | 函館   | 函館記念     | GIII | 16   | 06.1            | 0（2人）        | 09着 | 浜中俊     | 56   | 芝2000m（良） | 2:01.2 (36.5)     | -0.8      | トランスワープ         |
| 0000.08.19 | 札幌   | 札幌記念     | GII  | 14   | 24.9            | 0（9人）        | 05着 | 三浦皇成   | 57   | 芝2000m（良） | 1:59.2 (35.2)     | -0.5      | フミノイマージン       |
| 0000.10.28 | 京都   | カシオペアS  | OP   | 18   | 06.0            | 0（4人）        | 05着 | 川田将雅   | 56   | 芝1800m（稍） | 1:46.9 (35.7)     | -0.5      | リルダヴァル           |
| 0000.12.08 | 阪神   | 朝日CC       | GIII | 17   | 30.6            | （11人）        | 07着 | 川田将雅   | 56   | 芝1800m（良） | 1:46.8 (35.5)     | -0.2      | ショウリュウムーン     |
| 2013.01.05 | 京都   | 京都金杯     | GIII | 16   | 28.6            | （10人）        | 11着 | 川田将雅   | 56   | 芝1600m（良） | 1:34.6 (34.8)     | -1.1      | ダノンシャーク         |
| 0000.03.10 | 中山   | 東風S        | OP   | 16   | 09.7            | 0（6人）        | 06着 | 北村宏司   | 56   | 芝1600m（良） | 1:32.9 (36.0)     | -0.2      | ムクドク               |
| 0000.03.31 | 中山   | ダービー卿CT | GIII | 16   | 58.9            | （13人）        | 14着 | 吉田隼人   | 56   | 芝1600m（良） | 1:33.5 (35.6)     | -0.9      | トウケイヘイロー       |

## 血統表
| ネオヴァンドームの血統（サンデーサイレンス系 / クロス無し） | ネオヴァンドームの血統（サンデーサイレンス系 / クロス無し） | ネオヴァンドームの血統（サンデーサイレンス系 / クロス無し） | （血統表の出典）           | （血統表の出典） |
| 父 ネオユニヴァース 2000 鹿毛                               | 父の父*サンデーサイレンス Sunday Silence 1986 青鹿毛        | Halo                                                        | Hail to Reason             | Hail to Reason   |
| 父 ネオユニヴァース 2000 鹿毛                               | 父の父*サンデーサイレンス Sunday Silence 1986 青鹿毛        | Halo                                                        | Cosmah                     |                  |
| 父 ネオユニヴァース 2000 鹿毛                               | 父の父*サンデーサイレンス Sunday Silence 1986 青鹿毛        | Wishing Well                                                | Understanding              | Understanding    |
| 父 ネオユニヴァース 2000 鹿毛                               | 父の父*サンデーサイレンス Sunday Silence 1986 青鹿毛        | Wishing Well                                                | Mountain Flower            |                  |
| 父 ネオユニヴァース 2000 鹿毛                               | 父の母*ポインテッドパス Pointed Pass 1984 栗毛              | Kris                                                        | Sharpen Up                 | Sharpen Up       |
| 父 ネオユニヴァース 2000 鹿毛                               | 父の母*ポインテッドパス Pointed Pass 1984 栗毛              | Kris                                                        | Doubly Sure                |                  |
| 父 ネオユニヴァース 2000 鹿毛                               | 父の母*ポインテッドパス Pointed Pass 1984 栗毛              | Silken Way                                                  | Shantung                   | Shantung         |
| 父 ネオユニヴァース 2000 鹿毛                               | 父の母*ポインテッドパス Pointed Pass 1984 栗毛              | Silken Way                                                  | Boulevard                  |                  |
| 母 プリンセスカット 2001 栗毛                               | 母の父*トニービン 1983 鹿毛                                 | *カンパラ                                                   | Kalamoun                   | Kalamoun         |
| 母 プリンセスカット 2001 栗毛                               | 母の父*トニービン 1983 鹿毛                                 | *カンパラ                                                   | State Pension              |                  |
| 母 プリンセスカット 2001 栗毛                               | 母の父*トニービン 1983 鹿毛                                 | Severn Bridge                                               | Hornbeam                   | Hornbeam         |
| 母 プリンセスカット 2001 栗毛                               | 母の父*トニービン 1983 鹿毛                                 | Severn Bridge                                               | Priddy Fair                |                  |
| 母 プリンセスカット 2001 栗毛                               | 母の母ブリリアントカット 1987 鹿毛                          | *ノーザンテースト                                           | Northern Dancer            | Northern Dancer  |
| 母 プリンセスカット 2001 栗毛                               | 母の母ブリリアントカット 1987 鹿毛                          | *ノーザンテースト                                           | Lady Victoria              |                  |
| 母 プリンセスカット 2001 栗毛                               | 母の母ブリリアントカット 1987 鹿毛                          | *ジエヌインダイアモンド                                     | Irish Ruler                | Irish Ruler      |
| 母 プリンセスカット 2001 栗毛                               | 母の母ブリリアントカット 1987 鹿毛                          | *ジエヌインダイアモンド                                     | Diamonds for Dolly F-No.11 |                  |

母の弟に中央競馬の重賞を3勝しているタスカータソルテがいる。